# パンティ&ストッキングwithガーターベルト
『パンティ&ストッキングwithガーターベルト』（パンティ アンド ストッキング ウィズ ガーターベルト）は、2010年10月から12月にかけて放送されたGAINAX原作・制作による日本のテレビアニメ、及びそれを題材とした漫画作品。
当記事では、2025年7月から放送されている第2シリーズ『New PANTY & STOCKING with GARTERBELT』についても述べる。

## 概要
原案は『天元突破グレンラガン』の製作だった若林広海が、以前から考えていたアイディアをスタッフに話したことがきっかけで、構想は数時間で決まった。そのため、監督に今石洋之、キャラクターデザインに錦織敦史といった『天元突破グレンラガン』を制作したスタッフが多く参加している。本編に先駆けて監督の今石が『月刊ニュータイプ』2010年8月号から短編漫画を、漫画家のTAGROが『ヤングエース』2010年9月号より本作の漫画版を連載した。
絵柄や演出はアメリカのカートゥーンアニメを彷彿とさせるが、日本アニメ風の演出や絵柄も交え、今石が監督を務めた『DEAD LEAVES』同様、毎回放送コードギリギリのエロティック・下ネタ表現を盛り込んでいる。作画はいかに枚数を描かずに大きく動いて見えるか、に注力されており、後のキルラキルなどにも共通するいわゆる枚数を描く手法とAfter Effectsなどを使ったコミカルな演出部分の枚数を描かないリミテッド(パーツ)アニメーションの手法の双方に取り組んでいる。物語後半の敵の爆破シーンは特撮風の実写の手法で撮影するなど、単なるアニメにおさまらない演出への拘りが見え隠れする。また、各話のサブタイトルは往年のアメリカ映画を始め過去の映画のパロディである。その他にも劇中、映画・アニメ・漫画など、日米の様々な作品からのパロディが多く見受けられる。
本作は第15回文化庁メディア芸術祭審査委員会推薦作品に選出された。また、英語吹き替え版も制作された。
地上アナログ放送で全話放送された最後のGAINAX製作アニメ作品でもある。
2021年時点では本作はカラーが著作権を保有していたが、2023年にトリガーが本作の著作権を正式に譲り受けたと発表し、同時に新プロジェクト『NEW PANTY AND STOCKING』が発表。2024年には『New PANTY & STOCKING with GARTERBELT』の制作決定が発表され、2025年7月より放送・配信。

## ストーリー
地上界にある悪魔の狭間の街ダテンシティに二人の天使が降り立った。彼女たちの名は、天界随一の落ちこぼれにしてビッチであるパンティとストッキングのパンスト姉妹。度重なる素行不良の罰として地上に堕とされた姉妹は、地上の平和を脅かす怨霊ゴーストの退治を命じられ、退治後に得られるヘブンコインを収集することで落第を免れようと奮闘する。
一方、ダテンシティで暗躍する悪魔勢力は、街を支配すべくヘルズゲートの開放をもくろんでいた。パンスト姉妹やその上司である神父のガーターベルトたちは、ダテン市長にして悪魔側の首領であるコルセット、彼の娘を演じつつ部下として活動するスキャンティとニーソックスのデイモン姉妹らと、ギャグあり、笑いありのドタバタな抗争を繰り広げる。

## 作中設定・用語
ダテンシティ
本作の主要舞台となる街。エピソードの冒頭では、ガーターベルトからは「神と悪魔の狭間の街」「愛と欲望の渦巻く街」、コルセットからは「悪魔の寵愛を受けた街」と紹介される。通貨は「ダテンシティドル」。
セメタリーヒルズ教会
ガーターベルトが神父を務める教会で、地上におけるパンスト姉妹の住み家。建物上階の渡り廊下と隣接して姉妹の部屋、地下にはシースルーの格納庫があるほか、ガーターベルトの秘密通路と隠し部屋も存在する。第13話では、パンスト姉妹の自堕落な浪費生活が原因で資金不足に陥っており、老朽化の補修もままならず破損部分は板と釘、テープによる付け焼刃状態となっている。
ダテンシティ学園
第3話・第11話の舞台。ブリーフが通学するハイスクール。十字架のような形状をしており、日の丸が描かれた星条旗のデザインをした旗が屋上に建てられている。
リトルトーキョー
第10話の舞台。ダテンシティ西部にある街。日本の東京のような街並みと人々の暮らしがある。絵柄がカートゥーン調のダテンシティと違い、人も町も現実に近い作画となっている。
ロメロアンドカーペンタウン
第14話の舞台。通称「ロメロタウン」。パンスト姉妹が一日署長として赴いた片田舎の町。ゾンビゴーストの大量発生が原因で町は壊滅状態に陥った。名前はジョージ・A・ロメロとジョン・カーペンターから取られている。
ゴーストストーン
数千年間人間の邪気を吸い取ったことにより生成される。人工ゴーストの原料で、悪魔にしか使用できない。

## 登場キャラクター
登場人物に処女は存在しないことが公式によって明言されている。

### 主要キャラクター
パンスト姉妹
本作の主人公たち。素行不良の罰で天界から地上に堕とされた、ビッチでダーティーでアナーキーな天使姉妹。落ちこぼれである一方で戦闘力は高く、着用している衣類を「天界兵器」と呼ばれる武器として「変形」する能力をもつ。天界に帰還するための条件として、地上で暴れるゴーストの退治、および倒したゴーストが落とす「ヘブンコイン」の収集を命じられているが、目先の私欲に負けて自堕落に過ごしたり、手段を問わずに暴れて余計な被害を招いたりすることも多い。 正反対に近い性格の相違から姉妹喧嘩も多いが、互いを家族として気づかう面もある。
戦闘開始直前では、7 - 8頭身のリアルな絵柄となった二人がポールダンスを踊りながら天界兵器の媒体となる衣類を脱ぎ、「天地の狭間に惑いし子らより産まれし邪悪な精霊よ 聖なる処女の柔肌に纏いし衣の雷で 穢れも濁りも淀みもしこりも 微塵に砕いて天地に還す 悔い改めよ！」と口上を唱える演出が入る。この口上はエピソードによって短く簡略化されることもあり、姉妹の片方のみが唱える仕様もある。このリアル頭身の場面は、アニメの作画クオリティの低下を指す「作画崩壊」とは逆に高クオリティであるという意味で「逆作画崩壊」と呼ばれ、戦闘以外の状況でもこの作画が差し込まれる場合がある。
『NEW』第1話では、コルセットに洗脳されたストッキングとそれを止めようとしたパンティとの「地上最大のビッチ姉妹喧嘩」の余波で市街が壊滅し、その復費興と慰謝料として総額3兆ダテンシティドルの負債を抱える。さらに、度重なる浪費によって天界クレカの利用を止められ、返済のためにやむを得ずアルバイトを始める。

アナーキー・パンティ / パンティエル
声 - 小笠原亜里沙、白熊寛嗣（『NEW』第9話）
パンスト姉妹の姉。外跳ねに整えた長い金髪と、スレンダーな体型が特徴。バストサイズではストッキングに劣るぶん、感度は良いのだと自賛している。何ものにも囚われない自由奔放な生き様を信条とし、「Fu*k」や「Sh*t」といった放送禁止用語もためらいなく発言するなど男勝りな性格。口癖は「悔い改めな！」。作中でさまざまな服装を披露するが、基本的には露出度の高いラフな格好が多い。食事の嗜好は辛党で、反対に甘いものが苦手。
いい男に目がない超ビッチ娘であり、気に入った男は片っ端から食いまくり、その総数は1000人に達するとされる。一方で純粋な恋愛をしたことはなく、「愛なんていらねぇ」とすら断言する。ブリーフから好意を寄せられているもののまったく自覚がなく、そもそも「誰?」というほど存在を認識していなかった。
着用しているパンティーを拳銃型天界兵器「バックレース」に変形させて操る銃使い。得意の早撃ちを生かした力任せの戦闘を主体とする。一応普通の銃器も扱えるが、火薬臭が嫌いという理由からあまり使いたがらない。男性用を含む他人のパンツの変形もできるものの、所有者の男性器の大きさによって性能が変化するため、実際に変形するまで使い物になるかどうかは判別できない。2枚のパンティを変形させた2丁拳銃スタイルも可能であり、この場合はストッキングの下着を借用する場合もある。複数を合体させることで、サブマシンガンやスナイパーライフル、ショットガンといった高火力武器に変形することも可能。
第1作最終話では洗脳されたストッキングによって体を666個の破片に斬り刻まれたのち、『New』第1話でガーターベルトとブリーフによって組み立てられるが、この時点では、魂に相当する股間のパーツを付け忘れられたことで純情な性格に変化しており、チャックの体内に隠されていたこのパーツをガーターとブリーフ、巻き込まれたデイモン姉妹たち、ストッキングの暴走を止めるべく一時的に協力したコルセットが「女根神輿」として奉納することでビッチとしての人格も取り戻す。ゴースト化したストッキングとの「ビッチ姉妹喧嘩」を演じた末に互いの溜めていた怒りが吐き切られ、二人とも正気に戻る。

アナーキー・ストッキング / ストキエル
声 - 伊瀬茉莉也、土師孝也（『NEW』第9話）
パンスト姉妹の妹。前髪パッツン、超ロングヘアーのゴス・ビッチガールで、姉を上回る巨乳。パンティと比べて真面目に任務に従事しており、不真面目なパンティを「クソビッチ」と非難している。ただし自身も性的に奔放な気質があり、緊縛や電撃などのSMプレイを好むマゾヒストの傾向をもつ。毒舌家であり、激昂するとパンティすら恐れるほどに凶暴になるさまから「メンヘラ天使」とも呼ばれている。「ホネコネコ」という半身に骨の絵がプリントされたぬいぐるみを所持しており、持ち主の感情に連動して表情が変化するほか、口内の火炎放射器で焼き払ったりといった機能をもつ。姉と対照的に甘党であり、辛いものが苦手。気に入ったスイーツをブログ上でレビューしている。本人は「いくら食べても太らない」「胸にいく体質」と主張しているが、許容量を超えてわずかに太った際は無理なダイエットに勤しみ、ゴーストに付け込まれて巨大化する騒動を起こす。なおこの際は、ホネコネコも連動して巨大化する。
一般的には容姿や性格が悪いとされる男性を好む性質をもち、17話では容姿も性格も吐くほど最悪のブサイクゴースト「パトリック・ファグリィ」に対して本気の恋をしたこともある。その際は天使の使命を捨ててまで添い遂げようと考え、大便の形を模した指輪とともにプロポーズまでされるものの、パトリックが成仏したことで悲恋に終わった。
射撃主体のパンティとは対照的な、剣術を駆使した技巧的な戦闘スタイルであり、履いている左右のストッキングを二振りの剣「ストライプI & II」に変成させる。その切れ味は一振りでセミトレーラーを両断し、状況に応じて一刀流と二刀流を使い分ける柔軟さをもつ。
第1作最終話において、パンティを666個の破片に切り刻んだあとに自身が悪魔だと明かすが、『New』第1話によると、耳の鼓膜に入り込んだコルセットの分身たちに洗脳され操られていたことが判明する。洗脳が強過ぎた弊害で巨大なゴーストに変貌し、街のビル群をお菓子代わりに食らうとともに、体から漏れ出た天使と悪魔のエネルギーにヘルズゲートが反応して開きかける騒動を起こす。

ガーターベルト
声 - 石井康嗣
セメタリーヒルズ教会の神父で、地上におけるパンスト姉妹のお目付け役。通称は「ガーター」。巨大なアフロヘアーをした褐色肌の男で、「世界一美しい」と称された自身の髪に誇りをもっている。生粋のゲイであり、第2話の時点でブリーフを手にかけたという。また緊縛フェチの変態であるが、こちらは姉妹には内緒にしている。名前通りに女性用のガーターベルトを着用している。怠惰なパンスト姉妹に代わって教会の家事を引き受けており、とくに黒いカレーを得意料理にしている。基本的には真面目な常識人である一方で、密かに教会の金を着服するなど胡散臭さを覗かせる。実は魔界の魔王とは知己の間柄であり、『NEW』では彼の依頼を受けてデイモン姉妹を教会に居候させる。神父となる前は、この世のありとあらゆる悪事を働いたとされる極悪人であり、当時は髪をドレッドヘアーにまとめていた。金がすべての街で頂点に立ったものの殺害され、地球の歴史を追体験するという神の試練を受けた末にすべてを悟り、改心して現在に至る。コルセットとは過去に因縁があるらしい。

チャック
声 - 中村たかし
パンスト姉妹に飼われているペットのような小型生物。何を考えているか分からない。基本的に何でも食べ、吐き出す。鳴き声は「チャック！」。天からのヒントを落雷とともに受け取り、口から吐き出す役割をしている。不死身に近い再生能力をもち、体を切り刻まれようが潰されようが即座に復活する。この特性からパンティたちから手荒に扱われており、登場早々に死ぬことも多い。ガーターベルトやストッキングと行動をともにすることが多く、シースルーの運転手も務める。頭部のジッパーを開けると一時的に絶命する代わりに、脳に住み着いている男性が外に出られるようになっている。本気モードとして、お尻のジッパーを開放して中身を裏返すと、ゴーストのような色彩で1対の角を生やした巨大な四足歩行の獣のような姿になる。

ブリーフ / ブリーファス・ロック
声 - 吉野裕行、川田紳司（『NEW』第9話）
ダテンシティ学園に通う冴えないギーク少年。パンスト姉妹からは「ギークボーイ」と呼ばれる。目隠れ気味の赤いくせ毛が特徴で、気弱で優しい性格。オカルトやSF関連のジャンルに詳しく、ゴーストを捜索するための「ゴースト探知機」を所有している。学園で出会ったパンティに一目惚れをし、彼女に片思いを寄せるようになる。恋愛に興味がないパンティに拒まれ、疎まれ、殴られ、あるいは交通事故などの不運に巻き込まれても動じないどころか、「パンティと一緒にいられる」として快感すら覚えている。その正体は「ロック財団」の若き御曹司で、髪を上げた素顔は屈指の美男子。その容姿は、ブリーフ本人と知らされていなかったパンティをも魅了する。また当初は、股間が短小包茎野郎であると侮られていたが、実際のサイズは物凄く、これこそがヘルズゲートを開放できる文字通りの「鍵」となる。

シースルー
パンスト姉妹が所有しているピンク色の大型ハマー。単純な悪路だけでなく、壁走りなどのアクロバティック走行も可能。人のような意思をもっている描写があり、『NEW』ではストッキングを大幅に超える得票数でダテンシティ大統領に当選する。

デイモン姉妹
地上界の秩序を乱すために魔界から派遣された「悪魔ハイクラスコマンダー」の姉妹で、魔界を統べる魔王の娘たち。魔族らしい赤い肌と頭部の角が特徴。上流階級らしい高貴な振舞いや言葉遣いをしており、「ルゥ～ルッ」など極端な巻き舌での発音を多用する傾向がある。知力、体力、礼儀作法などあらゆる面でパンスト姉妹の実力を上回っており、品性のないパンスト姉妹を見下しているが、自身らの主義・流儀に固執する余りに隙を生みやすく、パンスト姉妹に付け込まれ敗北することも多い。パンスト姉妹と違って普段から姉妹仲は良く、互いを性的なパートナーとしているような描写がある。パンスト姉妹の天界兵器に類似した「魔界兵器」の変形能力をもち、兵器の使用時はパンスト姉妹のようなリアル調作画の演出を経る。この際の口上は「砕けよ大地 枯れよ海 燃え尽きよ太陽 この世を統べる地獄の魔王の力を我らに」。『NEW』では、「驕りも妬みも怒りも痛みも 溢れた邪悪を魔界に戻す 闇に還りたまえ！」と付け加えられ、共闘関係となったパンスト姉妹の口上と連続するかたちで披露される。地上界での移動手段として黒いSUVリムジン「ジーストリング」を所有し、潜水機能などの多機能を利用して広範囲を活動域としている。「魔界通販」というオンラインショップのユーザーであり、紅茶などの嗜好品や任務などに使うさまざまなアイテムを取り寄せている。
第1期ではコルセット市長の娘という名目でダテンシティ学園に転入し、学園のクイーンとなって学園の秩序と規則を正そうとする。
『New』では、パンティの破片回収に奔走するガーターベルトたちに強制的に同行させられ、巨大パンティとゴーストストッキングの戦いを収めるために尽力する。しかし、天使に手を貸した事実を魔王に咎められて魔界を出禁処分となり、処分解除の条件として、魔界から大量流出したゴーストの捕獲と魔界への送還、天界側のヘブンコインに相当する「ヘルコイン」の収集を命じられる。出禁の影響で寝床を失いながらも、魔王の依頼を受けたガーターベルトの意向でセメタリーヒルズ教会のハウスキーパー（悪魔ハイクラスメイデン）として居候し、家事を手伝わずサボっているパンスト姉妹と喧嘩をしつつ共同生活を送る。また、カードショップや寿司店などの店にもアルバイトとして勤務する。

スキャンティ・デイモン
声 - 小松由佳、勝生真沙子（『NEW』第9話）
デイモン姉妹の姉。髪は緑色。自分たちなりのルールを重んじる性格。プライドを傷つけられると感情的で口調が荒くなり、不意のミスで自滅する場面もある。便秘気味なのが悩み。
戦闘時は、重ね着している2枚のスキャンティーを黒いリボルバー「ダブル・ゴールド・レーシータンガ」に変形させる。さらにセミオートとフルオートの切り替えや、合体させてより火力の高い銃器に変えることもでき、劇中ではショットガンに変形させる。

ニーソックス・デイモン
声 - 藤村歩（第1期）、渡辺明乃（第2期）
デイモン姉妹の妹。髪は水色で眼鏡をかけている。普段は冷静な常識人である一方、興奮すると顔が真っ赤になり、視野が狭くなるという弱点がある。
戦闘時は履いているニーソックスを二振りのデスサイズ「ダブル・ゴールド・スパンデックス」に変形させ、これで刺したゴーストのパワーを強化する。

ファスナー
声 - 槙口みき（第1期）、夏吉ゆうこ（第2期）
デイモン姉妹の世話役、およびジーストリングの運転手を務める使い魔。チャックとは学生時代からの因縁があり、スクールカーストでは彼より上に立っていた。本気を出し首のジッパーを開放すると、巨大な双頭の龍のような姿になる。
ジーストリング
デイモン姉妹が所有する黒いリムジン型SUV。シースルーの倍以上の全長があり、赤基調の豪華な内装をもつ。水中走行に対応できるなど多機能であるが、なぜか押しやすい位置に自爆スイッチが設置されている。

コルセット
声 - 千葉繁
ダテンシティ市長にして、地上における悪魔側の黒幕。表向きは部下であるデイモン姉妹の父ということになっているが、彼女たちからは「市長様」、または「コルセット様」と呼ばれる。真の目的は、「ヘルズゲート」の封印を解き究極のゴーストを蘇らせること。ガーターベルトとは知己である。ゴーストやデイモン姉妹までも無能と蔑む傲慢な性格をしており、失態を犯した者を和式便器に落として流す「お仕置き」をする。わき腹をかいたり、自身のコルセットを強く引っ張って快楽にふける癖があり、ストッキングの緊縛シーンを見て興奮するような縛りフェチ。
第1期最終話で蘇らせた究極のゴースト「ジ・アザー・ゴッズ」でパンスト姉妹を苦しめるものの再封印され、自身も非常に小さな水滴のような姿となる。しかし、体を細かく分割した「バトルコルセット」となってストッキングの耳内に入り込み、強い洗脳を施したあとにパンティの体を666分割させ逃亡。『New』第1話で、道中でパンティの破片を1粒ずつ路上にまき散らしていく。しかし、連れていたストッキングが巨大ゴースト化したことで制御不能となり、街で暴れるとともにヘルズゲートをも破壊しようとしたため、事態収拾のために一時的にガーターベルトたちに協力する。収拾後は、体勢を立て直すために単身魔界へ帰還しようとするが、シースルーや一般車たちに相次いで踏み潰され、泡沫化して消滅する。
ポリポリ兄弟
『New』第13話から登場。パンスト姉妹の後任としてダテンシティに派遣されてきた、男性天使の兄弟。パンスト姉妹の父方の叔父でもある天界の有力者「ラミー」の息子で、姉妹とは年の離れた従姉弟の関係にある。ゴーストが発生する瞬間を検知できる「ゴーストビジョンプロマックス」をもち、ゴーストが強大化する前に効率的に退治することができる。また、連接バス型の巨大車両「ダブルローライザー」を所有し、天界通販などで調達したさまざまな兵器を搭載可能。ゴースト退治に加えて、死者の魂を天界に導く任を仰せつかっている。パンスト姉妹より年下であるが、天界の問題児である二人を見下しており、常に不遜な態度で接する。パンスト、デイモン両姉妹と同様の逆作画崩壊シーンが存在し、黄金のブーメランパンツを脱いで各々の天界兵器を作成する。その際の口上はパンスト姉妹のものの一部アレンジで、「天地の狭間に惑いし子らより産まれし邪悪な精霊よ 聖なる若子（わかご）の柔肌に纏いし衣の雷で 穢れも濁りも 淀みもしこりも 微塵に砕いて 天地に還す 悔い改めよ！」。パンスト姉妹がもつゴースト退治許可証「ヘヴンズライセンス」をはく奪するとともに穴をあけて使用不要にし、二人の天界兵器にプロテクトをかけて退治業からの引退を迫る。
ポリエステル
声 - 榎木淳弥
薄紫の髪と白い衣装が特徴の兄。天界兵器は、右手に装着された4連砲一体型のガントレット。
ポリウレタン
声 - 上村祐翔
桃髪と黒い衣装が特徴の弟。「どっちかっていうと」が口癖。天界兵器は、左脚に装着されるブレード付きのブーツ。
ガンスミスビッチ
声 - 青山吉能
『New』第13話から登場。ダテンシティに住む凄腕の下着武器商人。「今の時代、ひとつのキャラで生きていくのはしんどい」という理由から「いろんな場所に自分の居場所は作っておくと楽」であると唱え、瓶底眼鏡を架けたギークガール「ガンス」としても活動している。ブリーフとは同じクラブに通う友人である。「パンツディメンション」と呼ばれる謎空間内でありとあらゆる下着を武器へと次元変換する技術を有し、研究・開発から販売までを独自ルートを通じて手がけている。注文内容に応じた割引や期間限定サービスも行っており、戦闘などで取り込み中の客にも積極的に売り込む商売人である。ブリーフからの紹介を通してパンスト姉妹の依頼を受け、天使兄弟によって使用不能にさせられた姉妹の天界兵器のプロテクト解除を行う。

### その他のキャラクター
スーパーガイ・ジン
声 - 斉藤貴美子
『NEW』第3話に登場した金髪の少年。以降たびたび登場するが、物語に深入りすることはない。
精子の化身たち
声 - 楠大典（ゴム）、高橋広樹（ブランブラン）、甲斐田裕子（レディ）、阪口周平（ジョブズ）、夏吉ゆうこ（ラブジー）、木村太飛（テズリ）、小松昌平（ハン♡）、中村源太（コーマン）
『NEW』第6話「F*CK & FURIOUS」に登場。ティッシュに拭き取られたパンティの性交相手の精子たちが擬人化し、それぞれの愛車に乗って巨大な（ティッシュの）壁を越えた先を目指そうとしている。このエピソードにはゴーストが登場しない。
ベイウォッチャー
声 - 小山力也
『NEW』第9話「昨日に向って撃て！」に登場。宇宙で猛威を振るっているコズミックモノリスキューブマザースペースゴーストの退治を行うスペースゴーストハンター。「ベイウォーッチ！」のかけ声をとともに発した光線で対象物をさまざまなメカに変化させる能力を持つ。ゴーストの追跡中に隕石の衝突に巻き込まれ、地球のとある病院に落下してくる。落下の衝撃で記憶喪失となり、助けてくれた恩人である看護師のもとに身を寄せていたが、宇宙にある本部からの交信をきっかけに記憶を取り戻し、パンティ達と共闘する。記憶喪失の間にゴーストの跳梁を許し、結果としてパンティ達の力を奪った事に責任を感じており、自ら犠牲となって奪われた力を奪還する。この時点ではゴーストによるニューガッデス化を阻止することはできなかったものの、その後は赤子のような「ベイウォッチャーリバース」となってパンティの前に現れ、彼女のバックレースに時空を超える力を与えることで、過去の時間軸にいるスペースゴーストを破壊しニューガッデス化の未来を改変することに成功する。

### ゴースト
ダテンシティに巣食う人の心の闇や怨念などが具現化した悪霊。大抵の場合は体が黒く、体の一部がグラデーション状に揺らめいている。
パンスト姉妹に退治されると「ヘヴンコイン」（単位はコイン1枚で1ヘブン）、デイモン姉妹に倒されると「ヘルコイン」と呼ばれる硬貨を落とす。コインは非常に硬く、これを齧ろうとしたチャックの歯をボロボロに砕く。これらのコインは、それぞれ天界と魔界につながる門を開くための通行料としても機能するが、『NEW』序盤で魔界から大量のゴーストが流出した影響で価値が暴落し、結果として通行に必要な枚数が増大する結果を招く。ゴーストが退治される場面ではセメタリーヒルズ教会の鐘が鳴り、ゴーストの模型を実際に爆発させた実写映像が入る。
以下、ゴーストを第1話から順番に記載。公式の名称がないゴーストは、便宜上の名で記載する。

#### 第1期の登場ゴースト
ジャイアント・ブラウン
声 - 柴田秀勝
第1話「仁義なき排泄」に登場。トイレの排水管に詰まった排泄物に潰されて窒息死した配管修理工の怨みが悪霊化し、ダテンシティ中の大便に憑りついて誕生したゴースト。ダテンシティでの排便中の人間が、便器に引きずり込まれた事件の犯人。教会のトイレで用を足していたパンティを襲撃後、街中のマンホールから噴き出して合体したことにより姿を現す。およそ10 - 15メートルの大便の塊で、渦巻状の目と口、腕がある。口から出す大量の排泄物と強烈な悪臭によって周囲の生物を嘔吐させて行動できないようにする戦術を使う。パンティに顔を吹き飛ばされ、ストッキングに斬り刻まれて退治される。デイモン姉妹からの評価によれば、ゴーストの中では最強クラスとされる。獲得コインは1ヘヴン。
クレイジー・クレイジー・キャビー
声 - 岩田光央
第2話「デスレース2010」に登場。スピードを追い求めるあまり、コーナーを曲がりきれずに崖から転落死したタクシー運転手の怨念から生まれた。ダテンシティのフリーウェイを暴走し、ストッキングとチャックが乗るシースルーと激しいカーチェイスを繰り広げる。本体は、小さな箱に蜘蛛のような足をした手の平サイズのゴースト。車両を乗っ取って自身の体にする能力をもち、劇中ではスポーツカー、セミトレーラー、高速鉄道車両に憑依する。最終的に超音速に達するが、パンティによる至近距離からの一撃で退治される。獲得コインは3ヘヴン。
クイーン・ビー
声 - 遠藤綾
第3話「ミツバチのざわめき」に登場。ダテンシティ学園で発生した連続男子生徒行方不明事件の犯人。長い金髪にティアラを着けたチアリーダークイーン・バービィとして、ほかのチアガールの女子生徒やアメリカンフットボール部の男子生徒を従え、学園の女王として君臨する。その正体は、生前も女王として学園を支配していながら、弾圧していたギークのペットであるスズメバチに刺されて死んだ女生徒の肥大した権力欲がゴースト化したもので、本性を表すと人型女王蜂のような姿になる。尻から産み落としたハチたちを相手の頭に寄生させることで洗脳する能力があり、ミサイルのように大量のハチを撃ち出す攻撃手段ももつ。しかし、ストッキングの剣によってハチたちを叩き落とされ、パンティの銃撃によって爆散する。獲得コインは8ヘヴン。
ブラッディ・フード & ガル・グール
声 - 三宅健太（両方）
第5話「キャットファイト・クラブ」に登場。ピクニック先の森林内での性交中に狼に食われた売春婦とそのヒモのポン引きの怨念が変貌した、二人一組のゴースト。どちらも二足歩行のオオカミのような姿をしているが、ブラッディ・フードは身長およそ80センチメートルで赤頭巾を着用、ガル・グールは身長3メートル台の巨体で、互いの尻尾が接続されている。この尻尾は伸縮自在のロープのような機能をもち、これで拘束したストッキングを緊縛プレイに目覚めさせる。金銭欲が強く、ブラッディ・フードは少女に擬態後にダテンシティの無法区域で美人局活動をしていた。戦闘面では、ブラッディ・フードは頭巾に包まった自身をチェーンハンマーとして扱い、ガル・グールはアスファルトの地面を砕くほどの怪力を駆使する。ブラッディ・フードはパンティの銃撃を受け、ガル・グールはストッキングに斬り刻まれて退治される。獲得コインは2ヘヴン。
カウパー
声 - 藤村歩・水原薫・槙口みき・小松由佳
第6話「パルプ・アディクション」に登場。膣内に到達することなくティッシュに拭き取られた精液内の精子たちが変貌した、大人数のゴースト集団。ゴースト化する前は、白黒の世界で戦場と化していた丘に決死の上陸作戦を行おうとしていた軍人たちで、戦場に現れたティッシュ・ボックスのことを、スコッティ将軍と呼んでいた。黒い体のところどころに銃弾痕のような穴のあいた握り拳台のオタマジャクシのような姿で、ヘルメットを被りマシンガンを装備する。マシンガンから発射される大量の粘液を浴びせることで、対象物を凝固することができる。ティッシュに対する復讐を掲げ、ダテンシティの製紙工場を襲撃・占拠して稼動停止にし、ダテンシティを甚大な紙不足に陥らせる。パンスト姉妹との対決では一致団結して数で対抗するも一発で全滅、製紙工場は大爆発する。獲得コインは描写がないため不明。
ヘル・パウンド
声 - 勝生真沙子
第7話「ダイエット・シンドローム」に登場。ダイエットに苦しむ女性たちの生き霊がゴースト化したもの。ダテンシティの人気スイーツ店「ホワイティ・ホワイト」で超肥満化スイーツを作り、これを食べた女性たちを肥満化させていた。スイーツ好きのストッキングもその被害に遭い、ストライプI&IIの媒体であるストッキングの繊維が伸び切ったために武器として使い物にならなくなる。パティシエ帽子に蝶ネクタイ、エプロンを着込んだ身長およそ10メートル近くのあんこ型の体型で両目が乳首になっており、語尾に「ざます」をつけて話す。戦闘態勢に入ると乳房と腕が増える。両目や乳房から、人体の脂肪分を10倍に増幅させる悪玉菌が大量に含まれたクリームを出し、これを敵に大量に浴びせて肥満化させ、戦闘不能にしようともくろむ。隙をみて逃亡しようとしたがパンティに撃たれて退治され、被害者の肥満化も解除される。獲得コインは4ヘヴン。
シークレット・スピードスター
声 - 大塚芳忠
第8話「ハイスクール・ヌーディカル」に登場。ガーターベルトがマスター・Gとして主催したダテンシティ学園秘密の伝統行事「ランジェリー・ラン」の最中に出現したゴースト。デイモン姉妹の報告によると、第1回ランジェリー・ランで女生徒数人に下着を脱がされ、露出した股間に雷が落ちて命を落とした下着マニアの少年の怨念がゴースト化した。憎悪を地上の下着に向け、すべての下着を食い尽くそうとする。身長2メートルほどの真っ黒でスマートな男性の姿で、体や顔の各部位がパンツのシルエットをしている。性格は紳士的で常に敬語口調。全速力のシースルーと同等の走力をもつ「ランジェリー・ラン」で、生徒たちの下着を奪って捕食していた。パンスト姉妹は、武器の整備不良が原因で有効な攻撃ができず、その隙に二人のパンツとストッキングを捕食して逃走を計る。しかし、パンティがブリーフのパンツで変成したショットガン型の「バックレース」で背後から撃たれ、ゴール直前に退治される。獲得コインは2ヘヴン。
アグリー・スノット
声 - 杉田智和
第9話「ハナムプトラ」に登場。オスカーカフェを経営し、鼻を穿ることで健康を良くする「オスホジリック健康法」を編み出し、シティで流行させた人物。浅黒い肌をして、白いスーツを着たダンディな男性オスカー・H・ジーニアスに擬態しているが、正体は鼻くそに蹴躓いて死んだ男がゴースト化したもので、ボールに顔と腕が付いたような、直径50メートル近くの巨体をもつ鼻くそゴースト。天使の鼻くそが鼻に入るとくしゃみが止まらなくなり、鼻くそが鼻水になってしまう弱点をもっている。体内に宿している羽虫のような小型ゴーストの口からの、鼻くそ発射攻撃をする。パンスト姉妹を「酒池肉林巨大飛行船上大パーティー」に招待するも、パンティの鼻くそが自身の鼻に入り込んだことで正体を現す。世界中の人々から集めた鼻くそで巨大化して月に向かおうとする。さらに、体から「スジ花粉」という粉塵を出し、吸った人間を鼻を穿りまくる症状に陥らせ、飛行船招待客らに鼻血を噴射させて加速しようするも、弱点を突かれ、パンティに鼻の穴の中で「バックレース」で撃たれ退治される。獲得コインは不明。
ブギー・プッキー
第10話「ヴォミッティング・ポイント」に登場。ダテンシティ西部にある純日本風の街「リトルトーキョー」で、うだつの上がらない中年会社員の寺尾の心の隙間にとり憑いていた。寺尾の心の鬱屈が、下戸にも関わらず上司である西からのアルハラによって大量のビールを飲まされた結果、吐き出した尋常でない量の吐瀉物によってゴースト化し、リトルトーキョーの繁華街を吐瀉物まみれにする。形状はジャイアント・ブラウンに近く、全身が黄色になっている。武器は口や皮膚からこぼれ出た吐瀉物と悪臭。ダテンシティから出張してきたパンスト姉妹の連携攻撃によって退治される。寺尾本人は生存し、パンスト姉妹のファンである娘のチヨの誕生日プレゼントとして姉妹にある頼みごとをする。作中で初めて誕生の過程が表現されたゴーストである。獲得コインは1ヘヴン。
人工ゴースト
第11話「悪魔のような女たち」に登場。ダテンシティ学園の地下に敷設されていたゴーストプラントで、ゴーストストーンをもとに大量生産されていた。頭部が電球の形をしている身長2メートル弱の姿で、両手に剣と盾をもっている。ストーンを壊されてプラントごと爆発して消滅した。人為的に作られたゴーストなので、倒されてもヘヴンコインは落とさない。パンスト姉妹からは「パチモンゴースト」と呼ばれた。
ルーザーゴースト
声 - 愛河里花子
第11話「悪魔のような女たち」に登場。握り拳二つ分の大きさの、人生の負け組だったゴースト。夜の学園内で人工ゴースト退治の休憩でトイレにいたパンスト姉妹の前に現れる。パンスト姉妹から一晩中逃げ切れるほど、逃げ足が速い。学園の最下層「ルーザークラス」で再びパンティたちの前に現れ、デイモン姉妹の秘密を暴露する。しかし、デイモン姉妹が本物の悪魔と知って寝返り、ニーソックスの鎌によって強化・巨大化させられるが、ろくな攻撃もできないまま姉妹の天使兵器で瞬殺される。獲得コインは、1枚の半分のハーフヘヴン。
地球外生命体型ゴースト オスティマス・サプライズ / メストロン
声 - 玄田哲章（オスティマス）、加藤精三（メストロン）
第12話「トランスホーム」に登場。戦いを生甲斐とする機械生命型宇宙人の、戦いの決着をつけられないまま母星の寿命とともに滅びた怨念から生まれた。教会に落ちた2機の隕石型宇宙船からオスティマス・サプライズ、メストロンという2体の宇宙人として現れる。それぞれ人型ロボットのような姿で、マシュマロ型のコアを持ち、「美味しそうだから」とコアを誤食したパンティとストッキングを機械生命体化させる。この結果、オスティマスとメストロンは意識のある頭部を残して体が崩壊する。機械生命化と同時に姉妹は家具や乗り物、避妊具や性具すらもロボットにする能力を得る。機械化した姉妹の低レベルな争いを見たことやブリーフの説得により、2体の宇宙人は戦いの醜さを知り和解。手を取り合い合体して巨大ロボットの姿を模した「ゴーストボット」になり、この惑星に住む生命体を皆殺しにしようとするが、結局はパンスト姉妹に退治される。手に入ったのは大量のヘヴン外貨のため、千枚あってもヘヴンコイン1枚分にも相当しない。
マネーゴースト
第13話「現金に裸体を張れ」に登場。プロビデンスの目のような姿をしていて、金銭を食べることで成長する。ダテンシティのカジノで、地上の金を食い尽くして世界規模の金融危機に陥れるという目的のため、デイモン姉妹に育てられていた。カジノで荒稼ぎしていたパンスト姉妹の妨害を行おうとしたニーソックスの不注意で、逆に蓄えた金銭をあらかた排出され、体を構成する現金がなくなってインゴットほどの大きさにまで縮小し吸い上げるノズルから姉妹たちの賭博場まで落下、「バックレース」で撃たれ退治される。獲得コインは1ヘヴンだが、本編での獲得場面はない。
ゾンビゴースト
第14話「…オブ・ザ・デッド」に登場。ダテンシティから少し離れた田舎町「ロメロタウン」に一日署長としてやってきたパンスト姉妹の歓迎パーティ中に襲撃してきた。姿は緑色のゾンビ。デイモン姉妹が通販「悪魔生活」で手に入れた古のブードゥー教の秘伝の薬によってゾンビにされたゴーストで、噛み付かれた生き物もゾンビ化する。天使兵器が効かないが、脳を破壊することで倒せる。人々が次々とゾンビ化するなか、パンスト姉妹もゾンビ化したチャックに襲われゾンビ化する。デイモン姉妹は計画の成功で歓喜に湧くも、不注意から自身らもゾンビ化。ガーターベルトも倒れ、全員がゾンビ化した状態でエピソードは終了する。倒されてもコインは落とさない。
ハズバンド・ペッター
第15話「一匹の怒れるゴースト」に登場。ゴーストでありながら明るく温和な性格で、市民からもペットのように愛され、ゴーストで初の名誉ダテン市民として認められ、ワイフ・ペッターと結婚して幸せな家庭を築いていた。卵のような体型に犬のような口まわりで長い舌と鼻を持ち、細長い腕と短い脚で緑のスーツを着こなしていた。セントラルパークで殺害され、パンスト姉妹に容疑がかけられる。
ワイフ・ペッター
声 - 生天目仁美
第15話「一匹の怒れるゴースト」に登場。ハズバンドの妻であり、二足歩行の犬の姿をしたゴースト。長身で垂れ下った耳をしている。司会者が仕切るテレビ番組の法廷に、検察官トーム・クールス側の証人として立つ。実は自身こそが真犯人であり、デイモン姉妹と結託してパンスト姉妹に冤罪を被せようとしていた。しかし、電気椅子によるパンスト姉妹への処刑執行中に、電撃に巻き込まれた影響で急速に知能が進化した猿の弁護士Z.Z.エイブラムスによって証拠を交えながら真実を喝破され、逆に電気椅子の刑に処されて本性を表す。四つに裂けた口と鞭のように長い舌を出して襲撃しようとするが、冤罪が晴れたパンスト姉妹に倒される。獲得コインは不明。
海洋生物型ゴースト
第16話「天使が水着にきがえたら」に登場。ダテンシティビーチ内でパンスト姉妹と脱衣を賭けたビーチバレーに負けたデイモン姉妹が、負け惜しみに「簡易ゴーストの素」を海に撒き散らしたことで生まれたタコ、イルカ、鮫、蟹、ヒトデ、イソギンチャク、ワカメ、貝、シロナガスクジラのゴーストたち。それぞれ暴れまわり、パンスト姉妹やビーチの人々を困らせたまま撃退されずにエピソードは終了する。
パトリック・ファグリィ
声 - 谷山紀章
第17話「ゴースト 〜ダテンシティの幻〜」に登場。甘酸っぱい恋を知らずに亡くなった男たちの未練が集まって生まれた不細工なゴースト。ハエがたかり、外見も内面も醜悪で、女性たちを手当たり次第ナンパしていた。不細工好みのストッキングが本気で惚れ込み、ゴースト退治を使命とする天使という身分を隠しながら、パンティの説得にも耳を貸さずにデートを重ね、駆け落ちにまで発展する。先回りしたパンティに退治されかけるが、ストッキングとガーターに止められる。自身もストッキングに本気の愛を寄せるようになり、結婚指輪を差し出しながら告白。ストッキングもそれを受け入れたことで、思いが成就し成仏する。獲得コインは1ヘヴン。
ジ・アザー・ゴッズ
第28話「ビッチガールズ 2ビッチ」に登場。はるか昔、神の手によりダテンシティ全体の地下にあるヘルズゲートに封じ込められた、究極のゴースト。コルセットとデイモン姉妹の手によりヘルズゲートが開いたことで、封印から解き放たれる。巨大な包茎ペニスのような形状をしており、本体の周囲に、陰毛のような大小さまざまな触手をもっている。体内の血液は建物を溶かすほどの強酸性で色は白濁しており、強烈な臭いを放つ。コルセットのと融合後に天界めがけて登り始めるが、姉妹がガーターベルトのクレジットカードを勝手に使って取り寄せた巨大な天界兵器を間違って天界に向けて発射した影響か否か、天界から現れたパンティとストッキングを履いた謎の巨大な女性の下半身（パンティいわく「ママ…？」）によって再びヘルズゲートに押し込められ、チャックによって再封印される。

#### 第2期の登場ゴースト
水と油ゴースト
声 - 小松昌平
第2話「ビッチガールズ フォー・ライフ	」に登場。パンケーキショップの調理場にあるフライヤーの油と、そこから出た火を消そうとしたパンティがコップの水をかけたことで水蒸気爆発を起こし誕生した。その前身は互いに相容れない二つの怨念であり、爆発の化学反応によって融合しながらも「水と油」のようにいがみ合う姿にちなんでガーターベルトに命名される。倒すには、本来はいがみ合っている天使（パンスト姉妹）と悪魔（デイモン姉妹）の協力が不可欠であり、不本意を示しながらもこれに同意した両姉妹の連続攻撃で撃破される。
デュエリスト・ゴースト（仮名）
声 - 森嶋秀太
第3話「ボディカード」に登場。ダテンシティのギークたちの間で大流行している対戦カードゲーム「Magic the Angry Uncle」のなかでも、最弱・最多生産数・最低価値のクソカードとしてこき下ろされた「アンクルナイト オブ プープ」の無念が凝縮した存在。パンティとニーソックスが勤務しているショップを拠点にしており、倒した対戦者のカードを奪い続けていた。スーパーガイ・ジンから奪ったプレミア値3兆ダテンシティドルのウルトラメガシークレットレアカード「ブルーアイズホワイトアンクル」を賭けてパンティと対戦し、圧倒的な経験と戦術の差で追い詰める。打開のためにパンティが出したカードが「アンクルナイト オブ プープ」であることに嘲笑するが、次いでパンティが出した「ブラック・ディルドータス」の効果で進化した「オールイン・アンクル ギャンブルソルジャー」の「オールイン・アンクル ギャンブルソルジャー・ブレード」に逆転敗北。「アンクルナイト オブ プープ」の秘めたる可能性を分身たる自身が侮り、安易に強力なカードに頼っていた驕りが敗因であると認めるとともに、それに気づかせくれたパンティに礼を述べながら消滅する。なお、「ホワイトアンクル」のカードはデュエル後に大量再販が決定したため、価値がたった1ダテンシティドルに暴落することとなる。
万田（まんだ） / ニンジャリン
声 - 阪口周平
第4話「プロジェクトS 〜史上最悪の道場〜」に登場。「ダテンシティサムライ道場」という謎の武術道場の師範をしているゴースト。忍装束風の衣装と虚無僧の深編笠のような面を着用し、ペットの小型犬を連れている。この衣装は中身のない傀儡であり、本体は別の場所に隠れながら傀儡を操作している。高度な分身能力の使い手であり、どれほど体を斬られ千切られても、破片を基点に無尽蔵に再生・増殖していく。道場では、空飛ぶハエを箸でつまむ、餌で犬の機嫌を取りつつ体をブラシで素早く洗う「犬洗いの構え」といった奇妙な修行メニューを門下生に課している。ガーターベルトが内偵を進めていた忍者ゴーストであり、道場の門下生に偽装したパンスト姉妹が潜入捜査官として派遣される予定だったが、直前に姉妹が大喧嘩して絶縁状態となったため、スキャンティを代理要員とした「天魔」の臨時コンビが組まれる。当初は慣れないコンビゆえに連携が取れず険悪になるが、同じ「姉」としての視点からパンティの妹を思う気持ちを説いたスキャンティとストッキングが「犬洗いの構え」の要領で二人の呼吸を合わせることで、分身がひとつに重なる瞬間を狙い撃ちされて撃破される。
マウント・ゴリラゴースト
声 - 中村源太
第5話「ビッチ・パーフェクト」に登場。行き過ぎた承認欲求に駆られ、他者にマウントを取り続けていた者たちの怨念が結集したゴースト。ダテンシティのイケてる子たちのあいだで大流行している写真共有アプリ「インフルエンスタグラム」のグランプリユーザーを決めるべく「ダテンパイアステートビル」で開催された「ゴッドインフルエンスタグラムコンテスト」の会場に現れ、出場者の天使悪魔両姉妹を取り込んで暴れる。取り込まれた者たちの承認欲求に従ってビルの屋上によじ登り、登り切ると同時に欲求が解放されたことで自爆消滅する。
ビジネス大統領
声 - 野島健児
第7話「ダテンシティ・プレジデント」に登場。容姿、知力、体力、人気すべてを兼ね備えたダテンシティの国家元首。ただし、これらの経歴は支持率獲得のための「ビジネス」として捏造したもので、本性はゴーストらしい悪辣な人物。しかし当人は、「今の時代は『ビジネス聖人君子』でなければ大統領の椅子には座れない」として悪びれる様子はない。「無許可でセックスしたら死刑」という法律を制定し、これに違反したパンティを逮捕・処刑しようとする。パンティを救おうとしたセメタリーヒルズ教会の面々は、次期大統領選挙にストッキングを当選させて法改正を行うという選挙作戦に打って出る。やがて支持率低迷に苦しんだストッキングに出馬を辞退するよう脅迫され、このときに人間には無害であるはずの天界兵器で誤って傷をつけられたことで正体が露見。そのままストッキングに斬り刻まれ爆散する。結局、選挙結果はストッキングが得票数4で落選するが、別個に立候補していたシースルーが新大統領に当選したことで、法改正自体には成功する。
バイブ
声 - 前島亜美
第8話「ペット・セメタリーヒルズ」に登場。誰からも愛されずに息絶えた子猫の魂が、人の愛を求めてゴースト化した存在。パンティが誤って蹴り砕いた教会墓地の墓下から目覚め、その愛らしさに魅かれた教会の面々によって飼育されることになる。なお、パンティのみは「育ててから倒せば大量のヘブンコインを稼げる」という打算的な考えで飼育に同意しており、震える姿が性具のバイブのようであることから「バイブ」と命名する。手っ取り早く肥え太らせるために大量のエサを与えられていたが、いつしかパンティ自身もバイブへの本当の愛情が芽生えていく。やがて、教会の皆からの愛を一身に受けられたことで無念が晴らされ、教会の全員に見送られながら消滅する。その後、壊れた墓は作り直され、パンティの手によって本物のバイブを組み合わせた新しい墓標が建てられる。
コズミックモノリスキューブマザースペースゴースト
第9話「昨日に向って撃て！」に登場。「反性欲方程式」によって滅びた四次元人の怨みが変異した、キューブ（立方体）型ゴースト。作中では「スペースゴースト」と略されることもある。空間と時空を歪め、生物を「ニューガッデス化」することで、全生命の根源たる性欲を消そうとしている。ニューガッデス化した者は外見がハンナ・バーベラ・プロダクションのカートゥーン調の「奇妙」な作画となり、声質が変わったり、人外の姿に変貌したりする者もいる。さらに、ニューガッデス化した生物の力を奪うことでより強大化していく。地球の落下地点付近にいた牧場の一人息子や、ベーリング海沖のカニ漁師などの額に自身の欠片を仕込んで操り、地球人たちを次々にニューガッデス化していく。同じくニューガッデス化したパンスト姉妹やデイモン姉妹も、各々の天使と悪魔の力、およびその他の欲求も奪われる。一度はパンティたちを葬り、全宇宙のニューガッデス化に成功するも、事前にベイウォッチャーによる時間干渉能力が込められたパンティのバックレースによる過去からの狙撃で破壊され消滅する。
寿司職人ゴースト
声 - 広田みのる
第10話「ローリング・シスターズ」に登場。親方に認められないまま亡くなった回転寿司店の職人の怨念から生まれた。親方に認められたい一心でひたすら寿司を握り続けており、その怨念の力でダテンシティ内に巨大なハリケーンを発生させ、暴風に巻き込まれ宙を舞う建造物も寿司ネタ代わりに握っている。ゴースト化前はニーソックスの元アルバイト先である店に勤めており、その店からニーソックスが連れてきた親方に職人としての腕を認めさせることで無念を晴らす作戦が採られるが、親方本人が頑なに認めなかったため失敗。しかし、一週間ぶりの便意が我慢の限界を迎えたことで一時的にパワーアップしたスキャンティとニーソックスに討ち取られる。
亀頭ゴースト（かめあたまゴースト）
声 - 桜井敏治
第11話「ミュータント・ガーターベルトズ」に登場。飼い主に飽きられ捨てられたペットのカメの怨みから生まれたゴースト。パンスト姉妹に一度退治されかけていたところ、少年時代に飼っていたアカミミガメを親に捨てられた過去があるガーターベルトに同情されて救われ、彼のペットとして教会に迎えられる。 しかし、恩人であるはずのガーターベルトの精神と体を乗っ取って巨大化し、次いで自身が大量に産み落した子ガメたちに世界を支配させるという「亀頭計画」を実行しようとする。結局は駆けつけたパンスト姉妹に始末され、これによってガーターベルトも正気を取り戻す。エピローグでは、ガーターベルトがカモノハシの飼い主と付き合い始めたことがパンスト姉妹の口から語られるが、今度はカモノハシのゴーストに乗っ取られたガーターベルトが現れるところでエピソードは締められる。
犯人ゴースト
声 - 四宮豪
第12話「ビッチ連続殺人！」に登場。ブロンドヘアーのビッチ女ばかりを襲っている「ブロンドビッチ連続殺人事件」の犯人とされるゴースト。本物の心霊映像であるとしてホラー映画ファンたちの間で有名なB級映画「ビッチ連続殺人！」の出演女優のひとりで、犯人に速攻殺されるブロンドヘアーの女役ばかりあてがわれ、ブロンドビッチクイーンとして望まぬ人気を集めていた「モブ・ザコビッチ」のB級ホラーへの不満と怒りから生まれた。帽子とトレンチコートに身を包んだ犯罪者らしい外見をしているが、本人は被害者を殺さずに攫うにとどめ、誘拐現場に血糊や作り物の臓腑をまいて殺人事件を演出していた。その真の正体は、悪の怪物を倒すヒーローになりたいという思念の化身で、主役から外された憎しみのあまりみずから怪物と化していたモブ・ザコビッチを処刑したことで、宿願が果たされ消滅する。

#### コミック版に登場するゴースト
ギガンティック・クラウド
#1「ゴーストバスターっス」に登場。巨大な雲型のゴースト。ダテン市民からやる気を吸い取り堕落させていたが、店員がやる気をなくし商品のスイーツが腐ったことに怒ったストッキングと、いい男に反応されなくなったことで怒ったパンティに倒される。
ポルノ・ベンダー
#2「男たちの哀歌」に登場。売れなくなったビニ本の自販機がゴースト化した。ダテンシティ中のオカズ（性具）を奪うとともに、本物の食物を精液まみれにする。本体である自販機はビニ本を読んでおり、その周囲にはビニ本が飛び回っている。
ファッティ・スカトール
#3「ノーズ・ワイド・シャット」に登場。黒い巨体に3つの口が特徴の、悪臭を放つゴースト。片思いしていた女性に体臭を指摘されたことで香水を浴び、飲み、果てには注射し死亡した男性がゴースト化した。「ヴォニャチスキー」という人間に擬態し、自身の汗で整正した香水にしダテンシティ内で流行させる。天界兵器に触れると悪臭に変わる特性を見抜かれ、ストッキングに倒される。
NO NAME (ALIEN)
#5「√エイリアン」に登場。惑星DTN-CTの男性器の形をした岩から誕生したゴーストの幼体。パンティ、ストッキング、ガーターの後頭部に張り付き宇宙船に侵入するが、3人はそれに気付かず異物を排除する白血球プログラムを起動してしまう。
シーズン・オブ・サンシャイン
#6「完全な御遊戯」に登場。リトルトーキョーに現れた巨大な建物の姿をしたゴースト。青少年の健全な育成と称し、あらゆるものを規制しようとしていた。規制用語を平気で使うパンスト姉妹を排除しようとするが、返り討ちに遭う。
チーズ・ムーン
#7「Cheese Horror Day」に登場。月に住む兎型のゴースト。女性への恨みによってゴースト化したが、長い年月を経るにつれて恨みを忘れ、平和に暮らしている。大昔に与えた女性の月経と織物によって月を作り、経血をワインとして好物にしている。すでに改心しており、倒すと月が落ちてしまうという理由でパンスト姉妹からは見逃される。
キリング・ミー・ソフトリー
#8「キリング・ミー・ハード」に登場。虐められることを喜ぶドМのゴースト。悪魔の情報を聞き出すために協会に連れ込まれるが、ガーターの生半可な責めでは満足できず、パンスト姉妹からの責めを受けようと罵倒した結果、姉妹の怒りに触れ倒される。

#### CDドラマに登場するゴースト
ドミトリー・フルチンコフ
声 - 井上和彦
『Panty & Stocking with Garterbelt THE WORST ALBUM』に収録されたエピソード「Cherry Corrida」に登場。巨大な陰茎をもちながら一度も性行為ができず自暴自棄になり、自身の陰茎を切り落としたロシア系ドイツ人ポルノビデオカメラマンがゴースト化した。夜な夜な街を徘徊して男性の陰茎を切り落とし、フランクフルトとして売りさばいていた。20階建てビルに相当する巨大な陰茎が本体で、そこを攻撃されたことで爆発消滅する。

## スタッフ

### パンティ&ストッキングwithガーターベルト
- 原作・アニメーション制作 - GAINAX[19]
- 企画 - 安田猛、山賀博之
- 製作 - 安田猛、武田康廣、石橋隆文、武智恒雄、三上康博、岡部俊一、太布尚弘
- 監督 - 今石洋之[19]
- 副監督 - 大塚雅彦[19]
- シリーズ構成 - ギークフリート[19]
- メインキャラクターデザイン - 錦織敦史[19]
- コンセプトアート - 吉成曜[19]
- コーディネーター - コヤマシゲト[19]
- コンセプトプランナー - 若林広海[19]
- 美術監督 - 野村正信[19]
- 色彩設計 - 垣田由紀子[19]
- 撮影監督 - 諸橋文彦[19]
- 編集 - 植松淳一[19]
- 音楽 - ☆Taku Takahashi (m-flo) & TCY Crew (TeddyLoid)[19]
- 音響監督 - 岩浪美和[19]
- 音響プロデューサー - 浦狩裕樹[19]
- プロデューサー - 今本尚志、福田順、辻壮一、藤田敏、舛本和也、植竹なつき、鈴木智子、安田勝己
- 製作 - PSG製作委員会

### New PANTY & STOCKING with GARTERBELT
- 原案 - GEEKFLEET[6]
- 監督 - 今石洋之[6]
- 副監督 - 若林広海、古川晟[20]
- シリーズ構成 - 今西洋之、若林広海[6]
- オリジナルキャラクターデザイン - 錦織敦史[6]
- キャラクターデザイン - コヤマシゲト、すしお、坂本勝[6]
- アートディレクション - コヤマシゲト[6]
- スペシャルスペシャリスト - 吉成曜[6]
- コンセプトプランナー - 若林広海[6]
- タイトルロゴデザイン - 野中愛[20]
- 色彩設計 - 垣田由紀子[20]
- 美術監督 - 野村正信[20]、市岡茉衣
- 編集 - 植松淳一[20]
- 撮影監督 - 志良堂勝規[20]
- 音響監督 - 浦狩裕樹[20]
- 音楽プロデューサー - ☆Taku Takahashi(m-flo)[20]
- 音楽 - ☆Taku Takahashi、TeddyLoid、m-flo、TAKU INOUE、80KIDZ、KM、TAAR、MONJOE、Yackle、Mitsunori Ikeda、Junji Chiba、他[21]
- 動画統括 - こすぎなほこ[20]
- プロデューサー - 高岡遼、呉桐、西西、舛本和也
- アニメーションプロデューサー - 堤尚子[20]
- アニメーション制作 - TRIGGER[6]
- 製作 - NPSG製作委員会

## 主題歌
パンティ&ストッキングwithガーターベルト
オープニングテーマ「Theme for Panty & Stocking」
プロデュース - ☆Taku Takahashi / 作詞・作曲・歌 - Hoshina Anniversary
エンディングテーマ「Fallen Angel」
プロデュース - ☆Taku Takahashi / 作詞 - LISA・作曲 - LISA&Mitsunori Ikeda / 歌 - Aimee B
挿入歌「CHOCOLAT」
プロデュース - ☆Taku Takahashi / 作詞・作曲 - ☆Taku Takahashi & Emyli / 歌 - TCY FORCE feat. Mariya Ise / 特別ゲスト - Arisa Ogasawara
挿入歌「D City Rock - TeddyLoid feat. Debra Zeer」
プロデュース - ☆Taku Takahashi / 作詞・歌 - Lisa / 作曲 - TeddyLoid / 編曲 - ☆Taku Takahashi
New PANTY & STOCKING with GARTERBELT
オープニングテーマ「Theme of New PANTY & STOCKING」
プロデュース - ☆Taku Takahashi(m-flo) / 作詞 - ☆Taku Takahashi(m-flo), Ashley,E.V.P / 作曲 - TeddyLoid,☆Taku Takahashi(m-flo) /  編曲 - ☆Taku Takahashi(m-flo),TeddyLoid / 歌 - TeddyLoid & ☆Taku Takahashi with Ashley & E.V.P
エンディング「Reckless」
プロデュース - ☆Taku Takahashi(m-flo) / 作詞・作曲 - m-flo /  編曲 - ☆Taku Takahashi(m-flo),TAAR,MONJOE /  歌 - m-flo loves Adee A.
挿入歌「Divine」
プロデュース - ☆Taku Takahashi(m-flo) / 作詞 - ☆Taku Takahashi / 作曲 - MONJOE & ☆Taku Takahashi / ミックスエンジニア - Tadashi Matsuda / 歌 - SWEEP

## 各話リスト
| 話数       | サブタイトル                                     | シナリオ        | 絵コンテ   | 演出       | 作画監督   | 初放送日       |
| ---------- | ------------------------------------------------ | --------------- | ---------- | ---------- | ---------- | -------------- |
| EPISODE.1  | 仁義なき排泄                                     | 今石洋之        | 今石洋之   | 今石洋之   | 錦織敦史   | 2010年 10月2日 |
| EPISODE.2  | デスレース2010                                   | 大塚雅彦        | 今石洋之   | 大塚雅彦   | すしお     | 2010年 10月2日 |
| EPISODE.3  | ミツバチのざわめき                               | 若林広海        | 錦織敦史   | 富田浩章   | 小島大和   | 10月9日        |
| EPISODE.4  | セックス・アンド・ザ・ダテンシティ               | 瀬古浩司        | 中村章子   | 中村章子   | 中村章子   | 10月9日        |
| EPISODE.5  | キャットファイト・クラブ                         | 大塚雅彦        | 山本沙代   | 山本沙代   | 小野田将人 | 10月16日       |
| EPISODE.6  | パルプ・アディクション                           | コヤマシゲト    | 樋口真嗣   | 大塚雅彦   | 芳垣祐介   | 10月16日       |
| EPISODE.7  | ダイエット・シンドローム                         | 大塚雅彦        | 小松田大全 | 富田浩章   | 本村晃一   | 10月23日       |
| EPISODE.8  | ハイスクール・ヌーディカル                       | 若林広海        | 益山亮司   | 友田政晴   | 益山亮司   | 10月23日       |
| EPISODE.9  | ハナムプトラ                                     | 今石洋之 板垣伸 | 板垣伸     | 板垣伸     | 本村晃一   | 10月30日       |
| EPISODE.10 | ヴォミッティング・ポイント                       | 瀬古浩司        | 小林治     | 小林治     | 向田隆     | 10月30日       |
| EPISODE.11 | 悪魔のような女たち                               | 大塚雅彦        | 今石洋之   | 大塚雅彦   | 錦織敦史   | 11月6日        |
| EPISODE.12 | トランスホーム                                   | 若林広海        | 雨宮哲     | 雨宮哲     | 雨宮哲     | 11月13日       |
| EPISODE.13 | 現金に裸体を張れ                                 | 大塚雅彦        | 山口智     | 山口智     | 山口智     | 11月13日       |
| EPISODE.14 | …オブ・ザ・デッド                                | 瀬古浩司        | 木村隆一   | 木村隆一   | 芳垣祐介   | 11月20日       |
| EPISODE.15 | 一匹の怒れるゴースト                             | 大塚雅彦        | 小松田大全 | 小松田大全 | 桑名郁朗   | 11月20日       |
| EPISODE.16 | 天使が水着にきがえたら                           | 大塚雅彦        | 錦織敦史   | りょーちも | りょーちも | 11月27日       |
| EPISODE.17 | ゴースト 〜ダテンシティの幻〜                    | 大塚雅彦        | 鶴巻和哉   | 木村隆一   | 山口智     | 11月27日       |
| EPISODE.18 | インナーブリーフ                                 | 若林広海        | 摩砂雪     | 伊東伸高   | 伊東伸高   | 12月4日        |
| EPISODE.19 | チャック・トゥ・ザ・フューチャー                 | コヤマシゲト    | 富田浩章   | 富田浩章   | 杉泊朋子   | 12月4日        |
| EPISODE.20 | チャック・トゥ・ザ・フューチャー PART2           | コヤマシゲト    | 樋口真嗣   | サンジゲン | サンジゲン | 12月4日        |
| EPISODE.21 | チャック・トゥ・ザ・フューチャー PART3           | コヤマシゲト    | 小倉陳利   | 大塚雅彦   | 小倉陳利   | 12月4日        |
| EPISODE.22 | HELP!二人はエンジェル                            | 錦織敦史        | 錦織敦史   | 錦織敦史   | 小島大和   | 12月4日        |
| EPISODE.23 | ワンス・アポン・ア・タイム・イン・ガーターベルト | 若林広海        | 吉成曜     | 吉成曜     | 吉成曜     | 12月11日       |
| EPISODE.24 | ナッシング・トゥ・ルーム                         | 瀬古浩司        | 平松禎史   | 西垣庄子   | 西垣庄子   | 12月11日       |
| EPISODE.25 | D.C.コンフィデンシャル                           | 瀬古浩司        | 今石洋之   | 若林広海   | 小島大和   | 12月18日       |
| EPISODE.26 | パンティ+ブリーフ                                | 若林広海        | 錦織敦史   | 大塚雅彦   | 芳垣祐介   | 12月18日       |
| EPISODE.27 | ビッチガールズ                                   | 若林広海        | 大塚雅彦   | 今石洋之   | すしお     | 12月25日       |
| EPISODE.28 | ビッチガールズ 2ビッチ                           | 若林広海        | 今石洋之   | 今石洋之   | すしお     | 12月25日       |

| 話数       | サブタイトル                                   | ストーリー原案        | シナリオ          | 絵コンテ               | 演出                   | 作画監督                 | 初放送日       |
| ---------- | ---------------------------------------------- | --------------------- | ----------------- | ---------------------- | ---------------------- | ------------------------ | -------------- |
| 総集編     | Previously on Panty & Stocking with Garterbelt | 今石洋之              | 今石洋之 若林広海 | 今石洋之               | 古川晟                 | 坂本勝                   | 2025年 7月10日 |
| EPISODE.1  | パンティ アンド ストッキング ホームカミング    | 若林広海 うえのきみこ | うえのきみこ      | 今石洋之               | 古川晟                 | 坂本勝 すしお            | 2025年 7月10日 |
| EPISODE.2  | ビッチガールズ フォー・ライフ                  | 今石洋之              | 山崎莉乃          | 今石洋之               | 下平佑一               | 荒井洋紀                 | 7月17日        |
| EPISODE.3  | ボディカード                                   | 若林広海              | 山崎莉乃          | 雨宮哲                 | 下平佑一               | 佐藤皓宏 郡安俊兵        | 7月17日        |
| EPISODE.4  | プロジェクトS 〜史上最悪の道場〜               | 若林広海 山崎莉乃     | 山崎莉乃          | 小倉陳利               | 河野友記               | 芳垣祐介                 | 7月24日        |
| EPISODE.5  | ビッチ・パーフェクト                           | 山崎莉乃              | 山崎莉乃          | 大谷彩絵               | 大谷彩絵               | 安部葵                   | 7月24日        |
| EPISODE.6  | F*CK & FURIOUS                                 | コヤマシゲト          | コヤマシゲト      | 今石洋之               | 中野広大               | 真野佳孝                 | 7月24日        |
| EPISODE.7  | ダテンシティ・プレジデント                     | うえのきみこ          | うえのきみこ      | ヨースターピクチャーズ | ヨースターピクチャーズ | りお                     | 7月31日        |
| EPISODE.8  | ペット・セメタリーヒルズ                       | 若林広海              | 山崎莉乃          | ヨースターピクチャーズ | ヨースターピクチャーズ | りお                     | 7月31日        |
| EPISODE.9  | 昨日に向って撃て!                              | 五十嵐海              | 五十嵐海          | 五十嵐海               | 五十嵐海               | 五十嵐海                 | 7月31日        |
| EPISODE.10 | ローリング・シスターズ                         | 大井翔                | うえのきみこ      | 大井翔                 | 中野広大               | 大井翔 佐藤皓宏          | 8月7日         |
| EPISODE.11 | ミュータント・ガーターベルトズ                 | うえのきみこ          | うえのきみこ      | 中島政興               | 中島政興               | 武井紅璃 出口敦也        | 8月7日         |
| EPISODE.12 | ビッチ連続殺人!                                | 古川晟                | 古川晟            | 古川晟                 | 古川晟                 | 芳垣祐介 半田修平 安部葵 | 8月7日         |
| EPISODE.13 | 天使兄弟現わる                                 | 今石洋之 若林広海     | うえのきみこ      | 今石洋之               | 河野友紀               | 菅野一期 土肥志文        | 8月14日        |
| EPISODE.14 | インデペンデンス・ディック                     | 若林広海              | 山崎莉乃          | 小倉陳利               | 中野広大               | 荒井洋紀                 | 8月21日        |
| EPISODE.15 | ロンゲスト・ビッチヤード                       | うえのきみこ          | うえのきみこ      | 吉成陽                 | 宮島義博               | 吉成陽 芳垣祐介 千田崇史 | 8月21日        |

## 放送局
| 放送期間                 | 放送時間                     | 放送局       | 対象地域 | 備考                      |
| ------------------------ | ---------------------------- | ------------ | -------- | ------------------------- |
| 2010年10月2日 - 12月25日 | 土曜 3:00 - 3:30（金曜深夜） | BS日テレ     | 日本全域 | BS放送                    |
| 2010年10月3日 - 12月26日 | 日曜 1:30 - 2:00（土曜深夜） | テレビ神奈川 | 神奈川県 |                           |
| 2010年10月4日 - 12月27日 | 月曜 3:00 - 3:30（日曜深夜） | TVQ九州放送  | 福岡県   |                           |
| 2010年10月5日 - 12月29日 | 火曜 1:30 - 2:00（月曜深夜） | 千葉テレビ   | 千葉県   |                           |
|                          | 火曜 1:40 - 2:10（月曜深夜） | サンテレビ   | 兵庫県   |                           |
|                          | 火曜 1:45 - 2:15（月曜深夜） | 岐阜放送     | 岐阜県   |                           |
| 2010年10月6日 - 12月30日 | 水曜 2:30 - 3:00（火曜深夜） | TOKYO MX     | 東京都   |                           |
|                          | 木曜 2:50 - 3:20（水曜深夜） | 三重テレビ   | 三重県   |                           |
| 2010年10月8日 - 12月31日 | 金曜 2:00 - 2:30（木曜深夜） | テレビ埼玉   | 埼玉県   |                           |
|                          | 金曜 20:30 - 21:00           | AT-X         | 日本全域 | CS放送 / リピート放送あり |

| 配信開始日    | 配信時間        | 配信サイト         |
| ------------- | --------------- | ------------------ |
| 2010年10月9日 | 土曜 12:00 更新 | ニコニコチャンネル |

| 放送期間                                   | 放送時間                     | 放送局       | 対象地域 | 備考                                                |
| ------------------------------------------ | ---------------------------- | ------------ | -------- | --------------------------------------------------- |
| 2025年7月10日 -                            | 木曜 1:00 - 1:30（水曜深夜） | TOKYO MX     | 東京都   |                                                     |
|                                            |                              | サンテレビ   | 兵庫県   |                                                     |
|                                            |                              | BS日テレ     | 日本全域 | BS/BS4K放送 / 『アニメにむちゅ〜』枠                |
|                                            | 木曜 1:30 - 2:00（水曜深夜） | KBS京都      | 京都府   |                                                     |
|                                            | 木曜 1:50 - 2:20（水曜深夜） | 三重テレビ   | 三重県   |                                                     |
|                                            | 木曜 2:00 - 2:30（水曜深夜） | TVQ九州放送  | 福岡県   |                                                     |
|                                            | 木曜 2:10 - 2:40（水曜深夜） | 岐阜放送     | 岐阜県   |                                                     |
|                                            | 木曜 2:15 - 2:45（水曜深夜） | テレビ北海道 | 北海道   |                                                     |
| 2025年7月15日 -                            | 火曜 20:30 - 21:00           | AT-X         | 日本全域 | CS放送 / リピート放送あり / R15+指定 / オリジナル版 |
| 特記のない放送局では「CENSORED版」を放送。 |                              |              |          |                                                     |

| 配信開始日    | 配信時間                           | 配信サイト                                                                                        | 備考                     |
| ------------- | ---------------------------------- | ------------------------------------------------------------------------------------------------- | ------------------------ |
| 2025年7月10日 | 木曜 1:00（水曜深夜） 更新         | Amazon Prime Video                                                                                | オリジナル版             |
| 2025年7月17日 | 木曜 1:00（水曜深夜） 以降順次更新 | ABEMA dアニメストア U-NEXT アニメ放題 Lemino DMM TV AnimeFesta FOD TELASA J:COM STREAM milplus    | オリジナル版・CENSORED版 |
|               |                                    | ニコニコ生放送 ニコニコチャンネル バンダイチャンネル Hulu WOWOWオンデマンド HAPPY!動画 Rakuten TV | CENSORED版               |

## 映像特典
『Panty & Stocking in Sanitarybox』
DVD&Blu-ray第5巻に収録された新作短編映像集。監督は今石洋之。
| 話数 | サブタイトル                                                      | シナリオ     | コンテ       | 演出     | 原画          | 発売日         |
| ---- | ----------------------------------------------------------------- | ------------ | ------------ | -------- | ------------- | -------------- |
| 1    | ヒロインインタビュー Heroine Interview                            | 若林広海     | 今石洋之     | 今石洋之 | 春藤佳奈      | 2011年 4月28日 |
| 2    | ギーク・オブ・ザ・デッド Geek of the Dead                         | 若林広海     | 今石洋之     | 今石洋之 | 雨宮哲        | 2011年 4月28日 |
| 3    | マップ・オブ・ザ・ダテンシティ Map of the Daten City              | 若林広海     | 今石洋之     | 今石洋之 | 杉泊朋子      | 2011年 4月28日 |
| 4    | チャック・トゥ・ザ・フューチャー PART4 Chuck to the Future Part 4 | コヤマシゲト | コヤマシゲト | 山田豊徳 | 山田豊徳      | 2011年 4月28日 |
| 5    | ブラザーズ・オブ・ザ・ラウンドヘッド Brothers of the Roundhead    | コヤマシゲト | 今石洋之     | 今石洋之 | 後藤望 坂本勝 | 2011年 4月28日 |
| 6    | 第B地区 District B                                                | コヤマシゲト | 今石洋之     | 今石洋之 | 杉泊朋子      | 2011年 4月28日 |
| 7    | 髪結いの悪妻 The Hairdresser's Bad Wife                           | 大塚雅彦     | 今石洋之     | 今石洋之 | 米山舞        | 2011年 4月28日 |
| 8    | ビッチフラッシュ Bitch Flash                                      | 大塚雅彦     | 今石洋之     | 今石洋之 | 小野田将人    | 2011年 4月28日 |

## 漫画
TAGRO版
アニメと同タイトルで漫画版が『ヤングエース』2010年9月号から2011年7月号まで連載された。作画はTAGROが手がける（今石とTAGROは無名だったとき交流がある）。
ストーリーはアニメの前日談で、毒気や下品さが強調されている。
- 単行本（角川コミックス・エース）‐ ISBN 978-4047157132（2011年6月4日発売）

今石洋之版
監督の今石洋之自身が執筆している。『月刊ニュータイプ』での掲載を経て、『月刊アニメスタイル』及び『アニメスタイル003』にて連載された。
『今石洋之アニメ画集 スペシャルセット』に同梱された『Panty & Stocking with Garterbelt in MangaStrip Preamy Creamy Edition』に全エピソードが収録されている。

## サウンドトラック
flying DOGより発売。
- Panty & Stocking with Garterbelt The Original Soundtrack（2010年12月29日）
- Panty & Stocking with Garterbelt THE WORST ALBUM（2011年7月20日）

## DVD・Blu-ray

### パンティ&ストッキングwithガーターベルト（DVD・Blu-ray）
- 角川書店より、2010年12月24日から2011年5月27日にかけて発売。音声特典として、放送できなかったノーカット版音声が収録されている。

| 巻数  | 発売日         | 収録回          |
| ----- | -------------- | --------------- |
| VOL.1 | 2010年12月24日 | 第1回 - 第2回   |
| VOL.2 | 2011年1月28日  | 第3回 - 第4回   |
| VOL.3 | 2011年2月25日  | 第5回 - 第6回   |
| VOL.4 | 2011年3月25日  | 第7回 - 第8回   |
| VOL.5 | 2011年4月28日  | 第9回 - 第10回  |
| VOL.6 | 2011年5月27日  | 第11回 - 第13回 |

- Blu-ray BOX 「Panty & Stocking with Garterbelt Blu-ray BOX Forever Bitch Edition(新規収録スペシャル DJ Mix CD付き)」は、2013年10月25日に発売された。前述するノーカット版音声に加えて新規に英語音声を収録している。日本語・英語字幕付き。

## モバイルサイト
- 公式モバイルサイトでのコンテンツに待ち受け・アプリ（パンストLuckyCheck・パンストGhostShooter・パンストプリンプリン大作戦）が配信。